# Zsolt Erőss
Zsolt Erőss (ur. 1968 w Miercurei-Ciuc (węg. Csíkszereda); zm. 21 maja 2013 na Kanczendzondze) – węgierski alpinista i himalaista pochodzący z Siedmiogrodu, który jako pierwszy obywatel Węgier zdobył najwyższy szczyt Ziemi, Mount Everest. Najwybitniejszy węgierski himalaista, zdobył 10 ośmiotysięczników (z tego 2 z protezą nogi). 21 maja 2013 zginął w drodze powrotnej ze szczytu Kanczendzongi.

## Życiorys
Wychowywał się w Siedmiogrodzie, gdzie również rozpoczął wspinaczkę w 1981 r. W 1988 r. przeprowadził się wraz z rodziną na Węgry, w 1992 otrzymał węgierskie obywatelstwo.
Celem jego pierwszej wyprawy wysokogórskiej był Elbrus w 1990. W następnych latach zdobył szereg szczytów w Tienszanie i Pamirze: Chan Tengri (6995 m.), Pik Pobiedy (7439 m.), Szczyt Korżeniewskiej (7105 m.), Szczyt Lenina (7134 m.) i Pik Kommunizmu (7495 m.). Dzięki zdobyciu wszystkich tych  siedmiotysięczników uzyskał tytuł Śnieżnej Pantery.
W 1996 był członkiem pierwszej węgierskiej wyprawy na  Mount Everest i uczestniczył w dwóch nieudanych atakach na szczyt. Jego pierwszym ośmiotysięcznikiem była Nanga Parbat (8126 m) w 1999 r. na którą wszedł nową drogą. Mount Everest zdobył w 2002 r. podczas drugiego ataku z użyciem tlenu, jako pierwszy obywatel Węgier. Od tej pory utrzymywał się wyłącznie ze wspinaczki.
W 2003 r. wraz z Lajosem Kollárem i László Mécsem zapoczątkował cykl węgierskich ekspedycji w Himalaje, w ramach którego zdobył dalsze 6 ośmiotysięczników.

## Wypadek i powrót do wspinaczki
2 stycznia 2010 uległ wypadkowi w Wysokich Tatrach. W chwili, gdy ubezpieczał dwóch towarzyszy, oberwał się śnieżny nawis. W wyniku upadku wszyscy byli ranni. Zsolt Erőss miał złamane obie nogi. 10 stycznia z powodu obaw przed powikłaniami otwartego i wieloodłamowego złamania, amputowano mu prawą nogę pod kolanem.
W marcu 2010 zaczął chodzić z protezą, a w już w czerwcu wrócił do wspinaczki. W końcu września dotarł do wysokości 7100 m. w czasie ekspedycji na Czo Oju. Z powodu niebezpieczeństwa lawin, nie przeprowadzono ataku szczytowego. Wiosną 2011 już z protezą zdobył szczyt Lhotse (8516 m).

## 2011 – wyprawa na Lhotse
Rok 2011 był ważny w życiu Erőssa. Otrzymał wtedy w publicznym głosowaniu nagrodę "ekstremalnego sportowca roku", jego żona zaszła w ciążę, a z nową protezą nogi podjął pierwszą poważną próbę – zdobycie Lhotse. W wyprawie oprócz niego udział wzięli Tibor Horváth, László Mécs i László Gál. Wspinaczkę zaplanowali tak, by nie używać tlenu na ekstremalnych wysokościach, nie wynajmować Szerpów i nie wykorzystywać rozbitych wcześniej namiotów. Używali wyłącznie dróg i lin przygotowywanych za opłatą przez wyspecjalizowane grupy Szerpów zwanych "ice doctors". Założenia te dodatkowo utrudniały wspinaczkę. Erőss nie wziął również ze sobą wysokościomierza i zegarka, zostawił też w domu nawigację GPS.
Zespół poruszał się czasem wspólnie, a czasem każdy indywidualnym tempem. Szczególnie dla Erőssa ważne było zachowanie własnego tempa, ponieważ proteza co pół godziny wymagała czyszczenia. Po przybyciu do obozu podstawowego, musieli czekać z rozpoczęciem ataku z powodu złej pogody. Erőss dowiedział się też wtedy, że ciąża jego żony jest zagrożona. Według zapowiedzi na 21 maja zapowiadały się idealne warunki do osiągnięcia szczytu, więc 18 wyruszyli z obozu. Wspinaczkę zaczęli parami. Partnerem  Erőssa został Tibor Horváth. Trzeci obóz znajdował się na wysokości 7100 m. a ostatni na 7850 m. Rozstawianie namiotów utrudniał fakt, że w tym samym czasie wyruszyła również liczna hiszpańska wyprawa. Zgodnie ze swym stylem Erőss zamiast namiotu używał tylko pałatki. Problemem był fakt, że Tibor Horváth nie miał ze sobą ani namiotu, ani śpiwora, spędził więc noc pod pałatką Erőssa. Ponieważ nie mieli budzika, późno wstali i późno wyruszyli w stronę szczytu. Erőss także lampę zostawił w obozie. Niewiele później ich towarzysz László Mécs przerwał wspinaczkę z powodu wyczerpania. Ponieważ  Erőss nie miał ani wysokościomierza, ani zegarka, trudno było mu określić swoje położenie. Również komunikacja między członkami wyprawy szwankowała, ponieważ do jednego z nadajników radiowych nie wprowadzono kontaktów. Erőss na podejściu do szczytu pozbył się też czekana. Szczyt zdobył bardzo późno, bo dopiero ok. 15.30 (czas podał mu jeden z Szerpów). W drodze powrotnej nie znalazł czekana, a że w międzyczasie się ściemniło, brak lampy uczynił schodzenie jeszcze niebezpieczniejszym.  Erőssowi udało się jednak dotrzeć bezpiecznie do obozu dzięki temu, że zobaczył światła w namiotach.

## Ostatnia wyprawa
20 maja 2013 wraz z Péterem Kissem osiągnęli szczyt Kanczendzongi, jednak z powodu zbyt długiego czasu podejścia (około 24 godzin) i zbyt dużej straty energii, himalaiści nie byli w stanie wrócić do IV obozu. 22 maja, po bezskutecznym poszukiwaniu, kierownictwo wyprawy ogłosiło ich zaginięcie.
...znaczenie odwrotu jest właściwie takie: uznać, że poniosłem klęskę, że nie jestem dość dobry, nie potrafię wypełnić zadania, które sobie postawiłem. Człowiek bardzo chce sukcesu, inaczej się nie da. Ostatecznie trzeba sobie zdawać sprawę z ryzyka i własnych możliwości. Wielcy wspinacze właśnie dlatego są wielcy, że ośmielają się ryzykować, ale dokładnie wiedzą, do czego są zdolni. Tam, gdzie istnieje wielkie ryzyko, tam z pewnością łatwiej jest przekroczyć granicę, spoza której nie ma już odwrotu
– Zsolt Erőss kwiecień 2013

## Osiągnięcia
Charakterystyczne dla stylu wpinaczki Erőssa było to, że w zależności od warunków rezygnował z użycia nowoczesnych urządzeń i uprawiał tzw. "czysty styl".
Zsolt Erőss zdobył 10 z 14 ośmiotysięczników:
- 1999 – Nanga Parbat (8126 m)
- 2002 – Mount Everest (8848 m)
- 2003 – Gaszerbrum II (8035 m)
- 2006 – Dhaulagiri (8167 m)
- 2007 – Gaszerbrum I (8068 m)
- 2007 – Broad Peak (8047 m)
- 2008 – Makalu (8463 m)
- 2009 – Manaslu (8156 m)
- 2011 – Lhotse (8516 m) – z protezą nogi
- 2013 – Kanczendzonga (8586 m) – z protezą nogi